# Ефект лотоса

Комп'ютерна ілюстрація крапель, захоплюючих пил з поверхні, яка ілюструє ефект лотоса

Ефект лотоса — ефект вкрай низької змочуваності поверхні, який можна спостерігати на листках і пелюстках рослин роду Лотос (Nelumbo), і інших рослин, як наприклад красоля, очерет звичайний тощо.

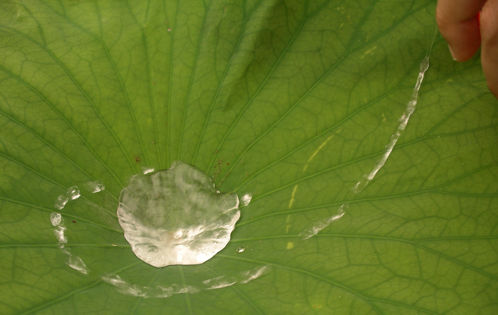
Струмінь води на листку лотоса

Вода, яка потрапляє на поверхню листя, згортається в кулькоподібні краплі. При стіканні з листка вода заодно захоплює з собою частинки пилу, тим самим очищаючи поверхню рослини.
Схожим чином влаштовані крила метеликів і багатьох інших комах, для яких захист від надлишкової води життєво необхідний: намокнувши, вони втратили б здатність літати.
Ефект лотоса був відкритий  німецьким ботаніком  Вільгельмом Бартлоттом в 1990-х роках, хоча про властивості листя лотоса відомо давно.
Один з практичних напрямів вивчення цього ефекту — створення так званих надгідрофобних матеріалів.

## Інтернет-ресурси
- Сайт открывателя эффекта лотоса [Архівовано 6 травня 2019 у Wayback Machine.] (нім.)
- https://web.archive.org/web/20181025160559/http://www.nanometer.ru/2009/04/12/internet_olimpiada_154173.html